# Chingos
Chingos es una localidad peruana ubicada en el distrito de Manás, perteneciente a la provincia de Cajatambo del departamento de Lima, al centro oeste del Perú. 

## Ubicación
Chingos se ubica al noroeste de la provincia de Cajatambo, en el distrito de Manás, en el departamento de Lima.

## Demografía
En 2017 Chingos tenía una población de 9 habitantes y 5 viviendas.
| Gráfica de evolución demográfica de Chingos entre 1993 y 2017 |
|                                                               |
| Fuentes: Población 1993 y 2017                                |